# Inflexible (Schiff, 1881)
Die HMS Inflexible war ein gepanzertes Turmschiff, in dem die Hauptbewaffnung in der Schiffsmitte in zwei diagonal versetzten Türmen aufgestellt war.

## Konstruktion
In den 1870er-Jahren statteten die Italiener ihr Schlachtschiff Duilio mit zwei Türmen aus, die jeweils einen 100 Tonnen schweren Vorderlader trugen. Als Reaktion Großbritanniens erfolgte 1874 der Bau der HMS Inflexible, die 80-Tonnen-Geschütze trug. Entworfen wurde sie von Nathaniel Barnaby nach dem Vorbild der italienischen Schiffe. Trotz der immer noch vorhandenen Segeltakelage (1885 entfernt) befanden sich viele Neuerungen in der Schiffskonstruktion. Ihre Panzerung und Bewaffnung war die bisher stärkste in der Royal Navy. Sie war das erste Schiff, das voll elektrifiziert war und Unterwassertorpedorohre hatte. Das Schiff war in wasserdichte Abteilungen unterteilt und sollte schwimmfähig bleiben, selbst wenn die ungepanzerten Enden geflutet waren.
Das Laden der riesigen Geschütze im Gefecht stellte die Waffenkonstrukteure jedoch vor große Probleme, da die Geschützläufe kurz gehalten werden mussten, um das Nachladen an Bord von Schiffen zu erleichtern. Zudem war das Nachladen der Geschütze ein langwieriger Prozess, sodass sie eine langsame Feuerrate hatten.

## Geschichte
Nach seiner Fertigstellung wurde das Schiff zum Mittelmeergeschwader entsandt. Es nahm 1882 während des Urabi-Aufstandes (Urabi-Bewegung) unter dem Kommando von John Fisher an der Bombardierung von Alexandria teil.

## Technik
Die Inflexible hatte eine Länge zwischen den Loten von 98 m und eine Gesamtlänge von 105 m. Die Breite betrug 23 m und der Tiefgang 8 m. Die Verdrängung lag zwischen 10.300 und 11.800 tn. l.

### Antrieb
Das Schiff war mit zwei 3-Zylinder-Verbunddampfmaschinen von John Elder and Company ausgestattet, die jeweils eine Welle drehten und insgesamt 8407 PS entwickelten, mit denen das Schiff eine Höchstgeschwindigkeit von 14,75 Knoten erreichte. Der Dampf wurde von zwölf zylindrischen Dampfkesseln geliefert. Das Schiff konnte maximal 1.300 tn. l. mitführen, was ihm bei einer Geschwindigkeit von 10 Knoten eine Reichweite von 4140 Seemeilen ermöglichte. Darüber hinaus war die Inflexible bis 1885 als 2-Mast-Brigg mit einer Segelfläche von 1.700 m² getakelt. Anschließend wurden die Masten durch einfache Stangenmasten ersetzt und sämtliche Segel entfernt.

### Bewaffnung
Die Hauptbewaffnung bestand aus vier 406-mm-Vorderladerkanonen, die sich in der gepanzerten Zitadelle befanden. Jede Kanone wog 81 t. Die Diagonalaufstellung erlaubte mit allen vier Kanonen, Breitseiten zu schießen. Hierfür waren in den Schiffsaufbauten spezielle Durchbrüche vorgesehen. Die schmal gehaltenen Schiffsaufbauten ließen im Gefecht theoretisch auch das Schießen beider Türme entlang der Längsseite zu. In der Praxis wurde dies aber vermieden, weil durch den Luftdruck des Abschusses immer die Gefahr bestand, lose Teile – wie etwa die Beiboote – zu beschädigen.
Da die Kanonen zu lang waren, um innerhalb des Turmes geladen zu werden, mussten sie stets zu einer Ladevorrichtung außerhalb des Turms gedreht werden, die sich unter dem Oberdeck befand. Das Rohrende wurde gesenkt und von dort neu geladen (siehe Bild links). Die Kadenz lag bei einem Schuss alle zwei Minuten (das Anfahren zur Ladeposition nicht mitgerechnet), was für damalige Geschütze dieses Kalibers eine herausragende Leistung war. Das hydraulische Schwenkwerk benötigte für eine Turmdrehung etwa eine Minute.
Die Sekundärbewaffnung bestand aus sechs 95-mm-Kanonen, von denen sich vier auf dem Vorschiff auf einer erhöhten Plattform befanden und die restlichen zwei auf dem Poop deck installiert waren.

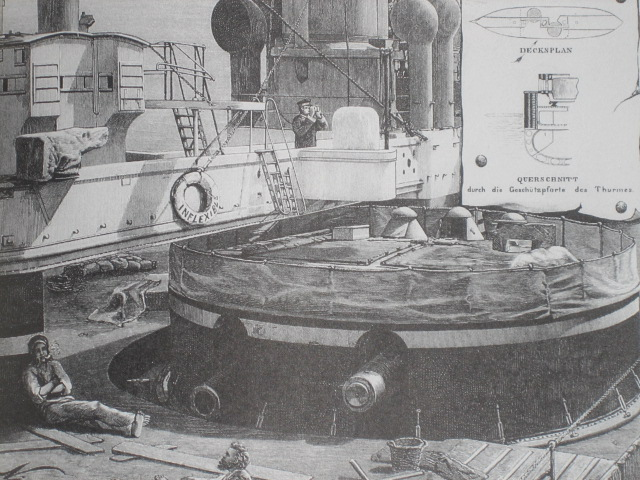
Geschützturm der HMS Inflexible
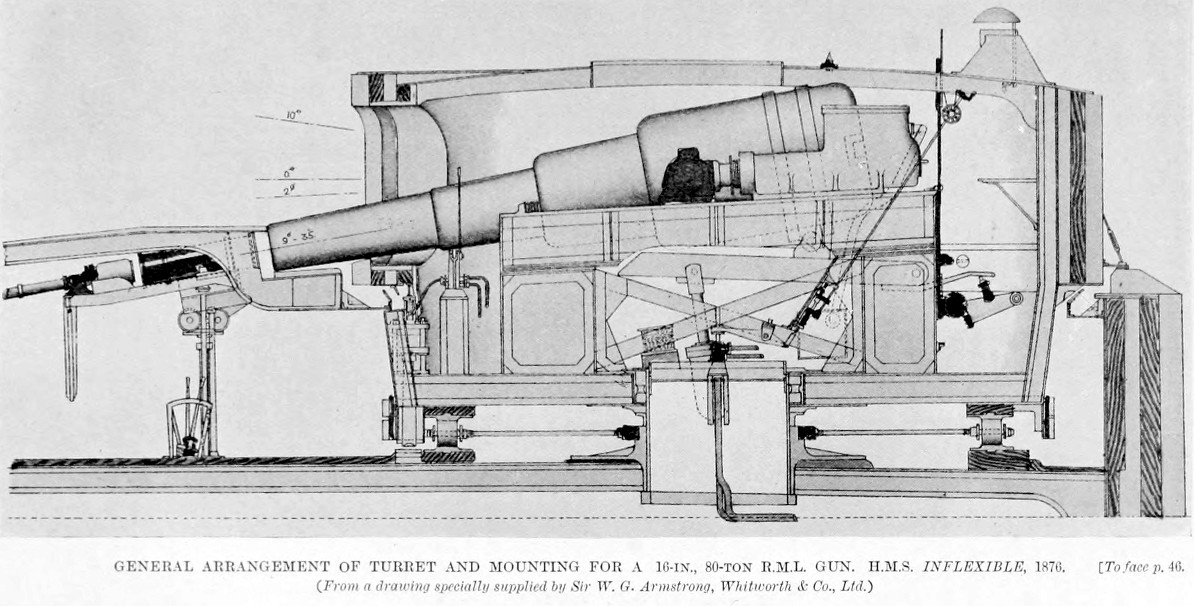
Geschützturm im Querschnitt (Ladeposition)

#### Torpedos
Das Schiff war mit zwei Unterwasser-Torpedorohren ausgestattet. Dabei handelte es sich um gusseiserne Zylinder, die an einem Drehgelenk im Rumpf befestigt waren, eines an jedem Bug. Im Inneren des Schiffes war das gegenüberliegende Ende an einer Skala für die Zielerfassung befestigt. An beiden Enden des Rohrs befand sich eine wasserdichte Tür. Die 360-mm-Torpedos wurden in einen Messingzylinder geladen, der in das Eisengussstück geschoben wurde. Um den Torpedo abzufeuern, wurde die äußere Tür geöffnet und eine 3,0 m lange Führung ausgefahren, die dem Torpedo half, die Strömungen um das Schiff zu überwinden. Ein Kolben im Messingzylinder drückte den Torpedo heraus, wenn er abgefeuert werden sollte und gleichzeitig wurde sein eigener Druckluftmotor gestartet.

#### Rammvorrichtung
Das Schiff war mit einem Rammsporn am Bug unterhalb der Wasserlinie ausgerüstet. Seit der Versenkung der Re d’Italia durch die Ferdinand Max in der Seeschlacht von Lissa 1866 erlebte diese Kampftaktik eine kurzzeitige Renaissance.

### Panzerung
Die Inflexible verfügte über eine gepanzerte zentrale Zitadelle aus Eisen und Compoundpanzerung, in der sich die Antriebsanlage und die Munitionskammern befanden und auf der die beiden Türme aufgestellt waren. Die Zitadelle war mittschiffs 33,52 m lang und endete in 355–558 mm dicken Querschotten.
Die Seitenpanzerung der Zitadelle war insgesamt 4,84 breit und über der Wasserlinie 609 und darunter 558 mm dick. Sie bestand aus mehreren Schichten Eisen und war mit Teakholz unterlegt. Nach innen abgeschlossen wurde das System von zwei 15,9 mm starken Platten. Insgesamt war die Panzerung etwas über 1 m stark und wog fast 5,4 t pro Quadratmeter. Oberhalb der Wasserlinie war die innere Panzerplatte 20,3 cm stark, unterhalb 10,2 cm. Das Schiff hatte ein 76 mm dickes gepanzertes Deck aus Schmiedeeisen, das sich über die ganze Länge des Schiffes erstreckte. Die Panzerung der Geschütztürme bestand aus 254 mm Compoundpanzerung, gefolgt von 457 mm Teak und 178 mm Schmiedeeisen.